# Smartbroker Holding
Die Smartbroker Holding AG (vormals: wallstreet:online AG) ist als börsennotiertes Unternehmen mit Sitz in Berlin Betreiberin von Börsenportalen und eines Trading-Anbieters. 
Zum Angebot gehören Nachrichten, Kommentare, Analysen und Wertpapier-Details zu Aktien, Rohstoffen (z. B. Gold, Rohöl), ETFs, Fonds, Zertifikate, Optionsscheine, Devisen, CFDs usw.

## Aktionärsstruktur
(Stand: November 2024):
- André Kolbinger - ca. 57 %
- Vorstandsmitglieder (ohne A. Kolbinger) - ca. 8 %
- Streubesitz - ca. 35 %

## Geschichte
Die Smartbroker Holding AG ist aus der Wallstreet:online AG hervorgegangen, die 1998 als GIS Wirtschaftsdaten GmbH gegründet wurde. Hauptgeschäftstätigkeit war die Vermarktung des Finanzportals wallstreet-online.de.
Nach der Umfirmierung der GIS Wirtschaftsdaten GmbH im Jahr 2000 in wallstreet:online GmbH folgte noch im gleichen Jahr der Formwechsel in eine Aktiengesellschaft. Im Jahr 2000 platzierte das Unternehmen zwei Kapitalerhöhungen und konnte die Venture Capital Gesellschaften 3i und T-Venture als Gesellschafter gewinnen. Ende Mai 2002 wurde die eigene siebenköpfige Online-Redaktion geschlossen und danach die Inhalte extern vom Unternehmen Smarthouse Media bezogen.  Bis Ende Juni 2002 wurde Wallstreet:online von der IVW gemessen. 2003 übernahm die Familie Kolbinger sämtliche Aktien, die bis dahin von den Finanzinvestoren gehalten wurden. Von 2003 bis Ende 2004 wurde das Unternehmen unter der Führung von André Kolbinger restrukturiert und neu aufgestellt.
Im Februar 2006 wurden die Aktien der wallstreet:online AG in den Freiverkehr (Open Standard) der Frankfurter Wertpapierbörse einbezogen. Im Mai 2007 wurde die Mehrheit der Aktien an der wallstreet:online AG durch die Axel Springer Finanzen Verlag GmbH übernommen. Es folgte der Wechsel in den Entry Standard im gleichen Jahr. Im April 2009 erhöhte Axel Springer Financial Media ihren Anteil an wallstreet:online auf 75,01 % (zuvor 71,9 %). Wie am 14. Mai 2010 bekannt wurde, hat die Axel Springer AG die Beteiligungen an der wallstreet:online AG verkauft. Der Anteil von 75,01 % an der Finanz-Community ging wieder zurück in die Hände des Gründers und ehemaligen Vorstands André Kolbinger.
Anfang 2018 übernahm wallstreet:online die Markets Inside Media GmbH und im Februar 2019 die Züricher ABC New Media AG, die die auf Wirtschaftsnachrichten spezialisierte Internetseite FinanzNachrichten.de betreibt. Am 24. Juni 2019 wurde die ARIVA.DE AG übernommen. Am 21. August 2019 kaufte Wallstreet Online einen 90 %-Anteil an der Smart Investor Media GmbH. Am 16. Dezember 2019 gab die Wallstreet Online AG bekannt, mit einer Kooperationsvereinbarung zu Smartbroker ins Transaktionsgeschäft einzusteigen.
Im April 2019 genehmigte die Bafin die Beteiligung an der wallstreet:online capital AG (Betreiber von FondsDISCOUNT.de). Zu Jahresbeginn 2020 startete die Tochtergesellschaft wallstreet:online capital AG das Depotangebot Smartbroker in Zusammenarbeit mit der DAB PNB Paribas. 2021 erfolgte ein weiterer Ausbau der Beteiligung an der wallstreet:online capital AG, die 2022 letztlich komplett übernommen wurde. 2022 beschloss die Hauptversammlung die Umbenennung der wallstreet:online AG in Smartbroker Holding AG. Fast gleichzeitig hat die wallstreet:online capital AG auf ihrer Hauptversammlung eine Umfirmierung in Smartbroker AG beschlossen.

## Unternehmensstruktur
Das Unternehmen betreibt die Portale wallstreet-online.de, börsennews.de, Finanznachrichten.de, ariva.de und smartinvestor.de. Außerdem betreibt des die Tradingplattformen Fondsdiscount.de und Smartbroker+ und bietet über das Tochterunternehmen Ariva.de Finanzdienstleistungen.

## Kritik
Im November 2020 wurde die Wallstreet Online AG für ihre Kooperation mit dem ebenfalls zur Smartbroker Holding AG gehörigen Smart Investor kritisiert, weil das Magazin rechte Tendenzen aufweist. In diesem Zusammenhang wies der Tagesspiegel darauf hin, dass sich der Smart Investor ideologisch auf die Österreichische Schule beruft und in Kontakt mit Magazinen und Personen der Neuen Rechten steht.